# Alberto Maria Ghisalberti
Alberto Maria Ghisalberti (Milano, 20 maggio 1894 – Roma, 24 aprile 1986) è stato uno storico e antifascista italiano, studioso in particolare di Storia del Risorgimento. Fu direttore del Dizionario biografico degli Italiani.

## Biografia
Figlio di un funzionario delle ferrovie, si trasferì a Roma nel 1902. Interruppe gli studi universitari per partecipare alla prima guerra mondiale. Si laureò in Lettere alla Sapienza - Università di Roma nel 1919, con una tesi su Giuseppe Galletti. Dopo aver insegnato storia nel Collegio Nazareno di Roma, retto dagli Scolopi, si dedicò alla ricerca universitaria. Dal 1936  fu professore ordinario all'Università di Pisa; nel 1938 fu nominato dal governatore di Rodi Cesare Maria De Vecchi docente del Regio Instituto di Perfezionamento "Dante Alighieri". Fra il 1941 e il 1964 ha insegnato "Storia del Risorgimento" alla Sapienza - Università di Roma.
A partire dal 1929 iniziò la sua collaborazione con l'Istituto dell'Enciclopedia Italiana; fra il 1929 e il 1936 scrisse 145 "voci" per l'Enciclopedia Italiana di scienze, lettere ed arti. L'introduzione delle leggi razziali fasciste determinò la sua oppsizione al fascismo. Dopo l'8 settembre 1943 Ghisalberti  visse in clandestinità a Roma e, durante l'occupazione tedesca, si collegò agli antifascisti del Partito d'azione e del Partito Liberale Italiano. Nel dopoguerra fu anche preside della Facoltà di Lettere e Filosofia della Sapienza; si dimise dalla carica nel 1968 per l'inerzia della classe politica nei confronti della contestazione studentesca.
Si interessò soprattutto al Risorgimento italiano, che egli interpretava, più che come periodo durante il quale si raggiunse l'Unità d'Italia, come l'epoca nella quale si ebbe il risveglio della coscienza morale italiana e il ricongiungimento con l'Europa progredita. In particolare, scrisse  biografie di personaggi che svolsero un ruolo importante nelle vicende risorgimentali (per esempio, Giuseppe Montanelli, Felice Orsini, Massimo d'Azeglio, di cui curò fra l'altro l'edizione di tutte le opere letterarie) o le vicende legate a Roma e allo Stato della Chiesa. Fu presidente dell'Istituto per la storia del Risorgimento italiano. Diresse il Dizionario biografico degli Italiani dal 1959 al 1984. Nel 1966 fu accolto all'Accademia dei Lincei.

## Opere (selezione)
- Uomini e cose del Risorgimento, 1936
- Cospirazioni del Risorgimento, 1938
- Nuove ricerche sugli inizi del pontificato di Pio IX e sulla Consulta di Stato, 1939
- Introduzione alla storia del Risorgimento, 1942
- Giuseppe Montanelli e la Costituente, 1947
- Massimo d'Azeglio un moderato realizzatore, 1953
- Orsini minore, 1955
- Roma da Mazzini a Pio IX, 1958
- Momenti e figure del Risorgimento romano, 1965